# Issam Alnajjar
Issam Alnajjar (in arabo عصام النجار‎?; Amman, 12 maggio 2003) è un cantante giordano di origini palestinesi.

## Biografia
Nato ad Amman, si è fatto conoscere dopo che il suo brano Hadal ahbek, originariamente uscito nel 2020, è esploso su TikTok, totalizzando oltre 3 miliardi di visite sulla piattaforma a livello globale, che ha permesso a Issam di diventare il primo artista a firmare un contratto discografico con la divisione araba della Universal, fondata dalla Republic, oltre a fruttargli un disco d'oro sia dalla Music Canada che dalla Związek Producentów Audio-Video. Grazie alla popolarità riscontrata dal pezzo ne sono state registrate due versioni alternative, di cui una con i Loud Luxury e Ali Gatie, che è divenuta la sua prima entrata nella Canadian Hot 100, dove ha trascorso quattro mesi all'interno della graduatoria canadese, e che ha segnato la sua prima top ten in Libano. In quest'ultimo paese i brani Mn gheirik enti e Hada ghareeb, in collaborazione con Elyanna, hanno entrambi dominato la classifica nazionale.
Il suo album in studio di debutto Baree? è stato messo in commercio il 1º ottobre 2021 e include anche Si tu vuelas, una collaborazione con Danna Paola e Alok. Il disco è stato promosso da un concerto tenutosi presso l'Odeon di Amman. Il cantante è stato inoltre incluso nella lista 30 Under 30 di Forbes Middle East per quanto riguarda il 2021.
Nell'ottobre 2023, in risposta all'emergenza umanitaria nella striscia di Gaza durante la guerra di Israele contro Hamas, Alnajjar collabora con altri 24 artisti nordafricani e mediorientali alla canzone Rajieen.

## Discografia

### Album in studio
- 2021 – Baree?

### EP
- 2023 – Waray

### Singoli
- 2020 – One of a Kind
- 2021 – Hadal ahbek
- 2021 – Turning Me Up (con i Loud Luxury e Ali Gatie)
- 2021 – Mn gheirik enti
- 2021 – Hada ghareeb (con Elyanna)
- 2021 – Si tu vuelas (con Danna Paola e Alok)
- 2022 – Ansaki
- 2023 – TMO (con Mohamed Ramadan e Gims)
- 2023 – Rajieen (con artisti vari)
- 2024 – Ya leil